# Deutsch-saudi-arabische Beziehungen

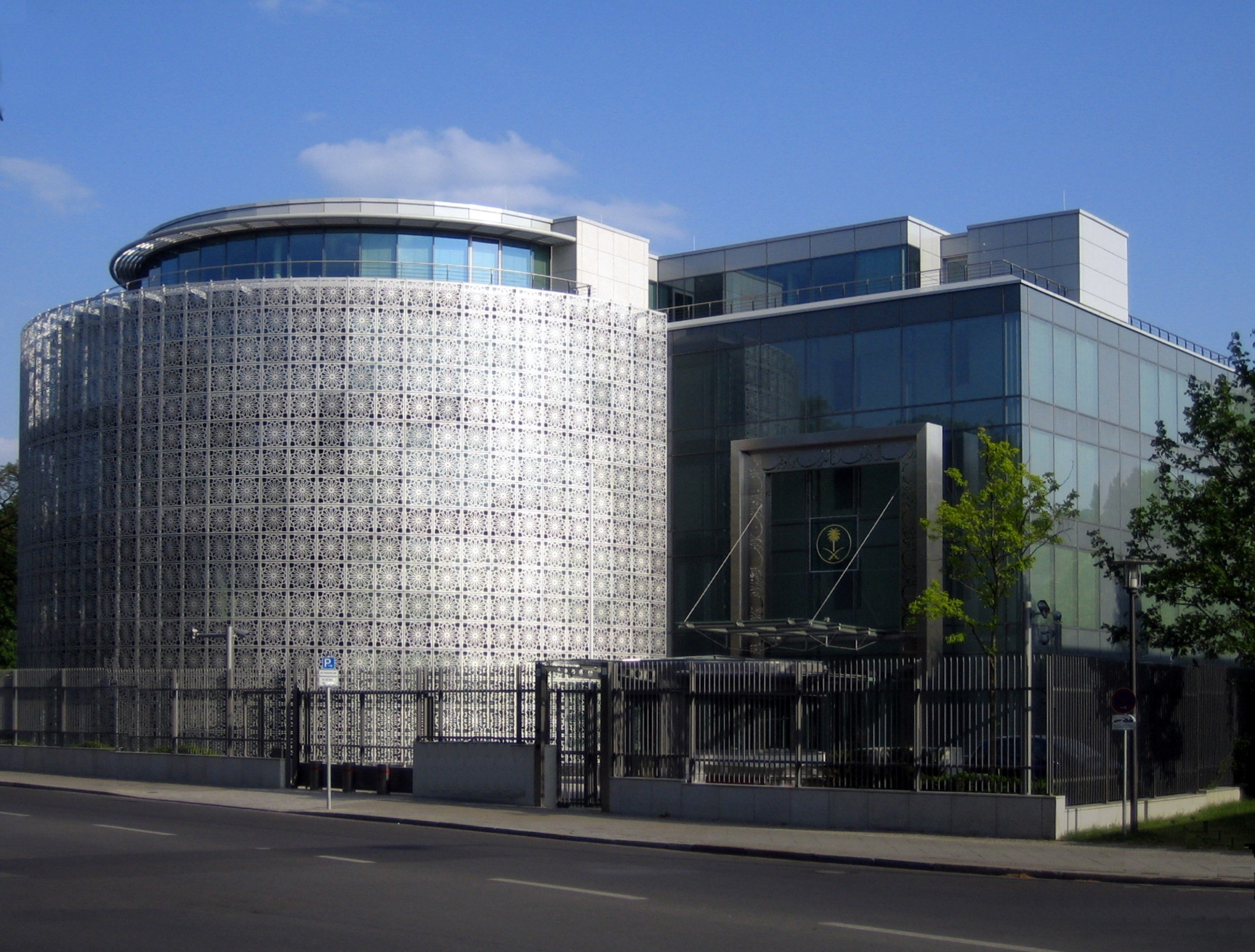
Botschaft Saudi-Arabiens in Berlin, Tiergartenstraße

Die bilateralen Beziehungen zwischen der Bundesrepublik Deutschland und Saudi-Arabien bestehen seit 1954 und sind nach Angabe des Auswärtigen Amtes freundschaftlich und spannungsfrei. Einige deutsche Nichtregierungsorganisationen kritisieren dagegen eine systematische Missachtung der Menschenrechte in Saudi-Arabien.
Dem Verhältnis beider Staaten war ein Freundschaftsvertrag zwischen dem Deutschen Reich und dem Königreich Hedschas im Jahr 1929 vorausgegangen.
Die Beziehungen beruhen zu einem Großteil auf wirtschaftlichen Interessen. Die deutsche Regierung betrachtet Saudi-Arabien als Partner, da das Land mäßigenden Einfluss auf radikale Kräfte im Nahost-Konflikt ausübe. Gegenstand öffentlicher Debatten war mehrfach der rüstungs- und sicherheitspolitische Austausch. Der erste Kommandeur der Grenzschutzgruppe 9 (GSG 9) Ulrich Wegener war nach seiner Pensionierung als Berater beim Aufbau einer Sondereinheit in Saudi-Arabien tätig. 2012 war Saudi-Arabien der weltweit größte Abnehmer deutscher Rüstungsexporte.
Saudi-Arabien unterhält eine Botschaft in Berlin und ein Generalkonsulat in Frankfurt am Main. In Riad befindet sich eine Deutsche Botschaft.

## Wirtschaftliche und finanzielle Beziehungen
In den 1970er Jahren hielt die Bundesrepublik die moderate Preispolitik Saudi-Arabiens hoch, während andere OPEC-Staaten für einen Anstieg der Ölpreise verantwortlich gemacht wurden. Zwischen 1980 und 1982 vergab Saudi-Arabien Kredite an Deutschland in Höhe von insgesamt 23 Milliarden Mark; so viel wie kein anderes Land in jener Zeit. Zur Förderung gegenseitiger Investitionen wurde 1982 die Saudi-German Economic Investment Company (SAGECO) gegründet. Das Deutsch-Saudiarabische Verbindungsbüro für Wirtschaftsangelegenheiten in Riad (GESALO) ist ein Teil des weltweiten Netzwerks der deutschen Industrie- und Handelskammern und verfolgt das Ziel, die Wirtschaftsbeziehungen, den wissenschaftlich-technischen Fortschritt und die Kooperation beider Partnerländer zu fördern.
2006 waren etwa 220 deutsche Firmen im Königreich tätig. Das Handelsvolumen zwischen beiden Staaten betrug im Jahr 2011 etwa acht Milliarden und wuchs 2012 auf rund zehn Milliarden Euro an.
In einer Umfrage an der 503 Personen aus Deutschland teilgenommen hatten, sprachen sich 60 Prozent der Befragen gegen weitere Geschäfte mit Saudi-Arabien aus, da die Menschenrechtssituation in dem Land unzureichend sei. 29 Prozent befürworteten die Geschäftsbeziehungen zwischen beiden Ländern.

## Rüstungsgeschäfte

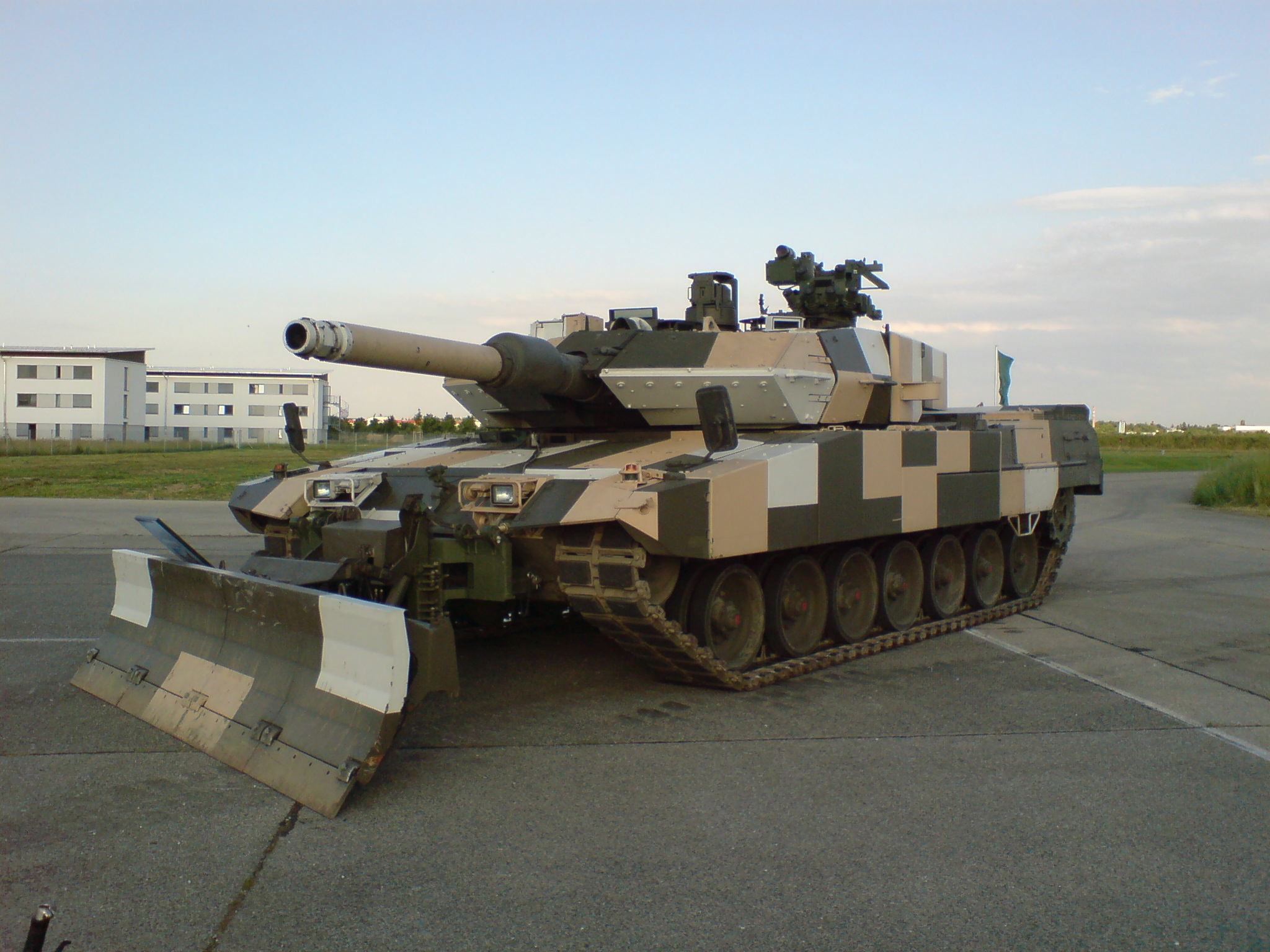
In Deutschland sorgten 2011 Pläne zum Verkauf deutscher Panzer des Typs Leopard 2 PSO/2A7+ für Aufsehen.

1981 beabsichtigten die Streitkräfte Saudi-Arabiens neben Waffen, Panzer des Typs Leopard 2 aus deutscher Produktion zu kaufen. Dafür bot das Land langfristige Kredite zu niedrigen Zinsen, sowie eine finanzielle Beteiligung an deutschen Industrieunternehmen. Ölexporte nach Deutschland sollten bei Zustandekommen des Rüstungsgeschäfts laut dem Angebot Saudi-Arabiens durch den Kauf deutscher Chemie- und Stahl-Industrieanlagen anstelle von Devisen beglichen werden können.
Der damalige Bundeskanzler Helmut Schmidt und Franz Josef Strauß sagten die Geschäfte zunächst zu, konnten sich jedoch nicht gegen Widerstände aus der damaligen Bundesregierung durchsetzen und erteilten der Anfrage somit eine Absage, woraufhin Saudi-Arabien Panzer aus den USA bezog. Die Bundesregierung unter Helmut Kohl fasste 1983 den Beschluss, das Waffensystem nicht an einen potentiellen Gegner Israels zu liefern.
Besonders eine Anfrage Saudi-Arabiens vom Juli 2011, zur Anschaffung von bis zu 200 Kampfpanzern des Typs Leopard 2 PSO/2A7+ und mehreren hundert Boxer-Radpanzern aus Deutschland, wurden im Rahmen öffentlicher Debatten kritisch diskutiert und dabei auf die Menschenrechtslage in Saudi-Arabien, dessen undemokratische Regierungsform und Gegnerschaft zu Israel sowie die Beteiligung von saudischen Streitkräften bei der Niederschlagung der Proteste in Bahrain 2011 verwiesen. Die Bundesregierung verwies auf die Geheimhaltung der Beschlüsse des Sicherheitsrates und führte an, dass seitens der israelischen Regierung keine Einwände zum Rüstungsgeschäft bestünden und Saudi-Arabien eine zentrale Rolle in der Terrorismusbekämpfung zukäme.
2012 genehmigte die Bundesregierung insgesamt Rüstungsexporte an die saudi-arabischen Streitkräfte im Wert von 1,237 Milliarden Euro. Saudi-Arabien war damit weltweit größter Abnehmer deutscher Rüstungsexporte. Unter den Exporten befanden sich Rohrwaffenrichtgeräte und Waffenzielgeräte, Ausrüstung zur Sicherung von Grenzen sowie Software für die Steuerung von Flugkörpern. Seitens der Bundesregierung wurden die aufgrund der als problematisch betrachteten Menschenrechtssituation in Saudi-Arabien kritisierten Exporte gerechtfertigt mit Bemühungen Saudi-Arabiens um die Stabilität im Nahen Osten und Vermittlungsversuchen im Nahost-Konflikt.
2013 sorgten zudem geheim gehaltene Pläne zum Verkauf von bis zu 70 Grenzschutzboote aus Deutschland im Wert von 1,5 Milliarden Euro für Kontroversen. Insgesamt wurden im Jahr 2013 Waffenexporte von insgesamt 360 Millionen Euro bewilligt.
Der Bundessicherheitsrat beschloss am 21. Januar 2015 die Waffenexporte nach Saudi-Arabien bis auf weiteres einzustellen. Einige Exportanträge wurden abgelehnt, bei anderen Anträgen wurde die Entscheidung vertagt. Begründete wurde dies mit der instabilen Lage in der Region. In einer Umfrage an der 503 Personen aus Deutschland teilgenommen hatten, sprachen sich 78 Prozent der Befragen gegen Waffenexporte nach Saudi-Arabien aus. 17 Prozent befürworteten die Lieferungen.
Saudi-Arabien besitzt seit 2008 eine Lizenz zur Herstellung der Sturmgewehre der Typen HK G3 und HK G36 von dem deutschen Unternehmen Heckler & Koch für den eigenen militärischen Bedarf. Im April 2015 gab Saudi-Arabien jedoch Gewehre des Typs HK G3 zur Unterstützung von Milizen im Kampf gegen die Huthi-Rebellen weiter, indem es diese über dem Flughafen Aden abwarf. Das Wirtschaftsministerium der Deutschen Bundesregierung räumte daraufhin ein, eine „physische Endverbleibskontrolle der in Saudi-Arabien gefertigten G3 und G36“ sei „auf Basis der zugrundeliegenden Genehmigungen nicht möglich“.
Bis November hatte Deutschland im Jahr 2017 Rüstungsexporte für 264 Millionen Euro an Saudi-Arabien geliefert. Nach der Bundestagswahl 2017 einigten sich die Parteien CDU, SPD und CSU in einem gemeinsamen Sondierungspapier für eine mögliche Große Koalition auf Drängen der SPD auf den Satz „Die Bundesregierung wird ab sofort keine Ausfuhren an Länder genehmigen, so lange diese am Jemen-Krieg beteiligt sind.“ Damit würden vorerst keine Waffenlieferungen mehr nach Saudi-Arabien gehen. Die Vereinbarung sah jedoch Ausnahmemöglichkeiten vor. Gänzlich eingestellt wurden die Lieferungen nach der Tötung des saudi-arabischen Journalisten Jamal Khashoggi. Das Embargo wurde im März 2019 um sechs Monate bis zum 30. September verlängert und im September erneut um sechs weitere Monate bis zum 31. März 2020.
Trotz Exportbeschränkungen wurden 2023 Waffenlieferungen an Saudi-Arabien im Wert von 44,2 Millionen Euro genehmigt worden, so viel wie seit 2018 nicht mehr. 2024 wurde die Lieferung von 150 Iris-T-Luft-Luft-Raketen von der Ampel-Regierung genehmigt. Dies war das erste große Rüstungsgeschäft mit dem Land seit der Ermordung von Khashoggi. Das Ende des Embargos wurde von Außenministerin Annalena Baerbock mit der „konstruktiven Position“ der Saudis gegenüber Israel begründet.

## Ausbildung saudi-arabischer Sicherheitskräfte durch die Bundespolizei
2009 wurde der europäische Rüstungskonzern EADS von Saudi-Arabien mit der Lieferung von Systemen zur Sicherung von 9.000 Kilometern Grenze beauftragt. Nach Recherchen des Fernsehmagazins Fakt wurde bekannt, dass die Bundespolizei im Rahmen eines geheimen Einsatzes für EADS seit Anfang 2009 mit 30 bis 40 dauerhaft entsendeten Polizisten saudi-arabische Sicherheitskräfte ausbildete. Insgesamt waren 79 Polizisten als Ausbilder im Einsatz. Gegenstand der Ausbildung waren die Bewachung der Grenze, Einsätze bei Hausbesetzungen und -Durchsuchungen und der Umgang mit Demonstrationen und Aufständen. Die Ausbildung stand unter anderem seitens der Opposition und der Gewerkschaft der Polizei in der Kritik, da seitens der Bundesrepublik kein Einfluss auf die Einsätze und das Vorgehen der ausgebildeten Grenzbeamten, sowie den Umgang mit festgenommenen Personen genommen werden konnte und Hinrichtungen oder Erschießungen aufgrund nicht legitimer Grenzübergänge oder bei Demonstrationen in dem auf der Scharia basierenden Gottesstaat nicht ausgeschlossen werden konnten.
Für den Einsatz wurde kein Visaabkommen vereinbart, weswegen die deutschen Polizeibeamten alle 30 Tage nach Bahrain ausreisen mussten und nach zwei Tagen zur Wiedereinreise ein neues Visum in Riad ausgestellt bekamen. Die Polizisten besaßen keine Diplomatenpässe und somit auch keine Immunität, sondern lediglich ihre Dienstausweise.

## Attacke auf deutsches Diplomatenfahrzeug
Im Januar 2014 wurde ein deutsches Diplomatenfahrzeug, indem sich zwei Agenten des Bundesnachrichtendienstes befanden, bei einer Überlandfahrt in Saudi-Arabien von Motorradfahrern gestoppt und mit AK-47-Gewehren beschossen. Als der Fahrer des Fahrzeugs mit dem Diplomatenkennzeichen flüchten wollte, kam es zu einer Verfolgungsjagd. Die BND-Agenten wurden von einem Anwohner in Sicherheit gebracht, das Fahrzeug brannte anschließend aus. Vermutlich habe es sich um einen Entführungsversuch gehandelt.

## Kulturelle Beziehungen

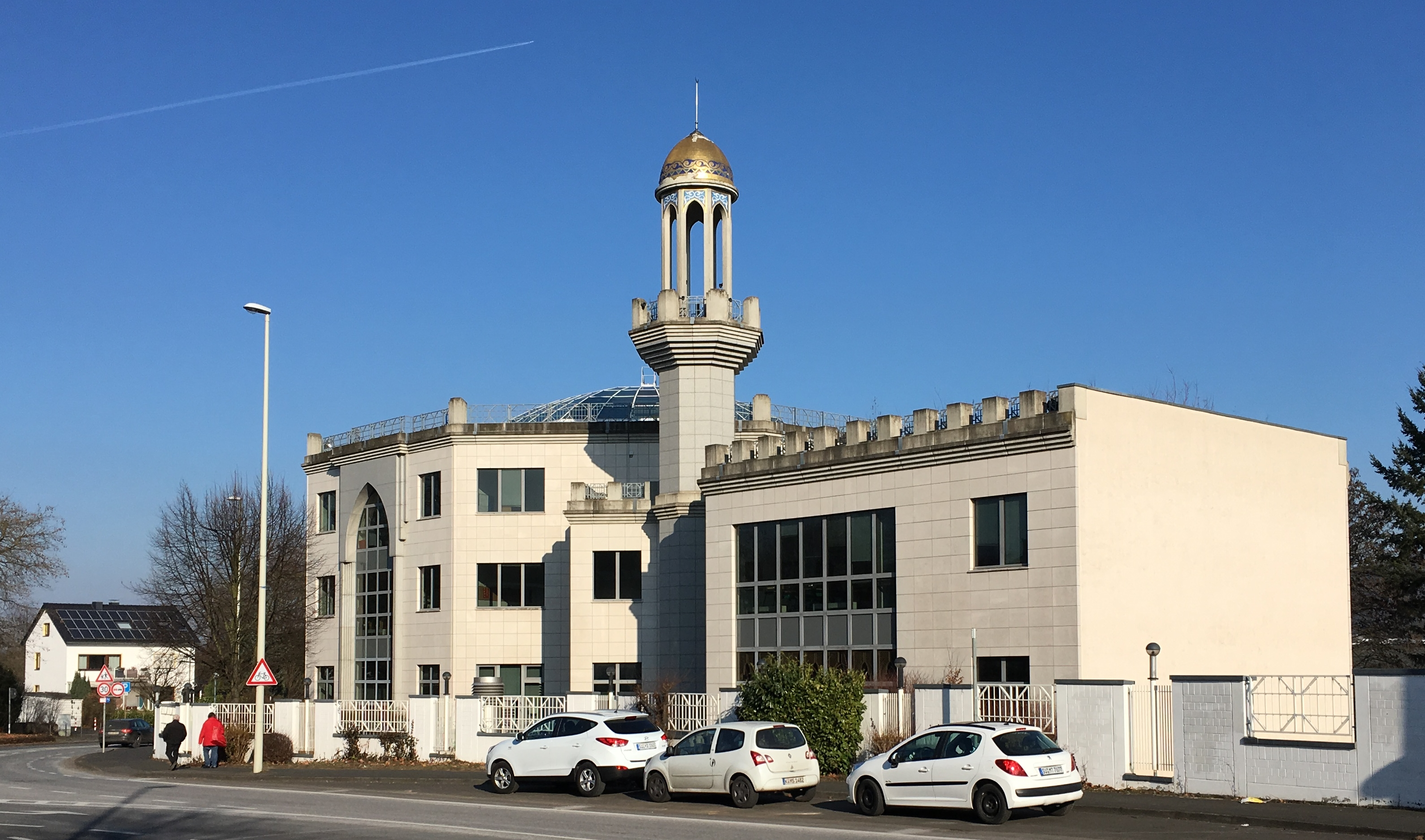
Die König-Fahd-Akademie in Bonn

Am 2. April 2006 trat ein zwischen beiden Staaten geschlossenes Regierungsabkommen zur bilateralen Kulturzusammenarbeit in Kraft und bildete den Beginn des gegenseitigen kulturellen Austauschs. Durch die Deutsche Botschaft und das Generalkonsulat werden kulturelle Veranstaltungen und Vorträge durchgeführt und deutsche Musik und Filme präsentiert. Religiös motivierte Verbote im kulturellen Bereich beschränken allerdings die Möglichkeiten des kulturellen Austauschs in Saudi-Arabien. Seit 2011 arbeitet ein Kulturmanager der Robert-Bosch-Stiftung in Dschedda.
Für 2015 war Deutschland als Gastland des saudi-arabischen Kulturfestivals Al-Jenadriyah geplant. Wegen des Todes von König Abdullah wurde das Festival jedoch abgesagt. Deutschland übernahm daraufhin diese Rolle im Folgejahr und präsentierte seine Kultur und Wirtschaft in einem eigenen Pavillon unter anderem durch deutsche Firmen wie Volkswagen, Airbus und Herrenknecht und das Land Baden-Württemberg. Das Goethe-Institut war an der Programmgestaltung beteiligt. Der deutsche Außenminister Frank-Walter Steinmeier besuchte das Land, um das Festival gemeinsam mit dem saudi-arabischen König Salman ibn Abd al-Aziz zu eröffnen. Aufgrund der kurz zuvor stattgefundenen Massenhinrichtungen in Saudi-Arabien stieß die Teilnahme der Bundesrepublik und Steinmeiers an dem Fest auf Kritik in Deutschland.

### Bildung
1995 wurde die von Saudi-Arabien finanzierte König-Fahd-Akademie in Bonn gegründet und im Sommer 2017 geschlossen. Sie eröffnete 2000 eine Zweigstelle in Berlin. Deutsche Schulen existieren in Dschidda und Riad. Im Rahmen eines Stipendiatenprogramms von König Abdullah ibn Abd al-Aziz kamen 600 saudi-arabische Studenten nach Deutschland. Zudem besuchen saudi-arabische Studenten Sommerkurse in Deutschland.
Es existieren zwei deutsche Auslandsschulen: Die Deutsche Internationale Schule Jeddah und die Deutsche Schule Riyadh. Jeweils ein Lektor des Deutschen Akademischen Austauschdienstes ist an der Effat-Universität in Dschedda und an der König-Saud-Universität in Riad tätig. In letzterer wird zudem ein Studiengang für Übersetzer Deutsch-Arabisch angeboten.

## Diplomatischer Austausch
1979 wurden über die Deutsche Botschaft Dschedda Verhandlungen für eine Zusammenarbeit beim Ausbau des saudi-arabischen Nachrichtendienstes unter der Bezeichnung „Projekt Monitor“ geführt und vom Bundesministerium des Innern als unbedenklich bewertet.
Vom 29. bis 31. Mai 1976 reiste der damalige Bundeskanzler Helmut Schmidt für Gespräche mit dem damaligen Kronprinzen Fahd ibn Abd al-Aziz nach Saudi-Arabien. Der damalige saudi-arabische Außenminister Saud ibn Faisal besuchte die Bundesrepublik am 29./30. Juli sowie zu einem Gespräch mit dem damaligen Außenminister Hans-Dietrich Genscher am 13./13. September 1978 und für ein Gespräch mit Schmidt am 19. Januar 1978. Bei einem weiteren Besuch Schmidts in Saudi-Arabien im Sommer 1980 versprach er dem damaligen König Chalid ibn Abd al-Aziz dessen Anfrage nach Waffenlieferungen sorgfältig prüfen zu wollen und teilte ihm und Fahd bei einem Besuch am 27. April 1981 mit, dass Deutschland diese nicht exportieren werde. Die Absage führt nicht zu diplomatischen Verstimmungen, Fahd suchte diesbezüglich jedoch nochmals das Gespräch, indem er auf der Rückreise von dem Nord-Süd-Gipfeltreffen in Cancun im Oktober 1981 in Bonn zwischenlandete.

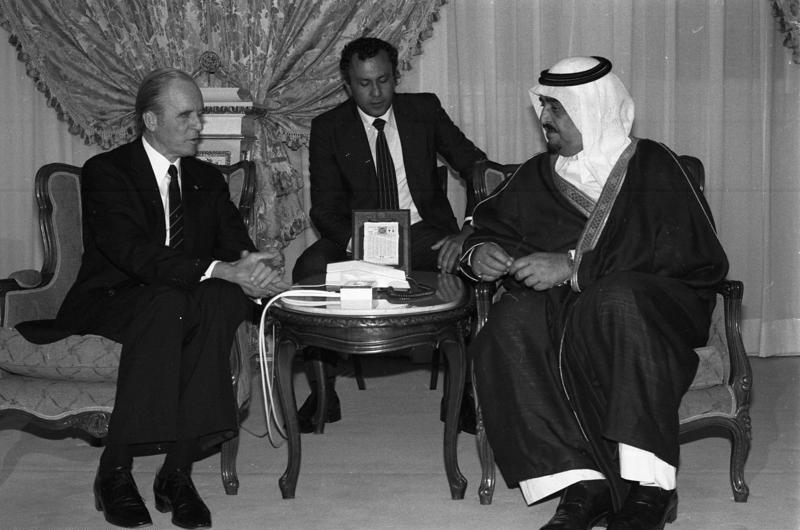
Bundespräsident Karl Carstens bei einem Kondolenzbesuch bei König Fahd 1982

Der damalige Außenminister Frank-Walter Steinmeier reiste im Jahre 2006 innerhalb von drei Monaten zweimal nach Saudi-Arabien, Bundeskanzlerin Angela Merkel stattete dem Land am 4. Februar 2007 einen Besuch ab um einer Lösung des Nahostkonflikts näher zu kommen und zwecks einer Analyse des Atomstreits mit dem Iran.
Am 7. November 2007 wurde der saudi-arabische König Abdullah ibn Abd al-Aziz im Kanzleramt mit militärischen Ehren empfangen. Er traf sich zu Gesprächen mit Angela Merkel, Bundespräsident Köhler und Frank-Walter Steinmeier. Dabei wurde über die Lage in Nahost sowie die Entwicklung im Iran gesprochen, wie der stellvertretende Regierungssprecher Thomas Steg mitteilte. Am Abend folgte ein Abendessen des Königs mit Bundespräsident Horst Köhler im Schloss Bellevue. Am darauffolgenden Tag besichtigte Abdullah gemeinsam mit Berlins Regierendem Bürgermeister Klaus Wowereit das Brandenburger Tor und trug sich anschließend im Roten Rathaus in das Goldene Buch der Stadt ein. Der König gab den Beamten seiner Polizei-Eskorte, gestellt von der Berliner Polizei, ein Trinkgeld von 24.000 US-Dollar.
2008 besuchte der saudi-arabische Außenminister Prinz Saud ibn Faisal die Bundesrepublik Deutschland. Im Mai 2009 besuchte der damalige Innenminister Wolfgang Schäuble Saudi-Arabien und sprach dort laut Angaben der Bundespolizei unter anderem über die „Unterstützungsleistungen Deutschlands für Saudi-Arabien bei der Modernisierung seiner landesweiten Grenzsicherung“.
Im Januar 2010 stattete der damalige Außenminister Guido Westerwelle seinen Antrittsbesuch auf Einladung Saudi-Arabiens ab. Bundeskanzlerin Merkel besuchte das Land im Mai gleichen Jahres. Ein weiterer Besuch des Prinzen fand im Februar 2011 statt. Im Mai 2011 kam eine Delegation der Beratenden Versammlung einer Einladung des Deutschen Bundestags nach. Im März 2012 erfolgte ein weiterer Besuch des deutschen Außenministers Westerwelle in Saudi-Arabien.
Die Parlamentariergruppe Arabischsprachige Staaten des Nahen Ostens pflegt die Beziehungen zwischen dem Deutschen Bundestag und Saudi-Arabien. Vorsitzender in der 18. Wahlperiode war Michael Hennrich (CDU/CSU). Stellvertretende Vorsitzende waren Gabriele Groneberg (SPD), Heidrun Bluhm (Die Linke) und Luise Amtsberg (Bündnis 90/Die Grünen).
An der Trauerfeier zum Tod des Königs Abdullah ibn Abd al-Aziz im Januar 2015 in Riad, wurde Deutschland auf Bitte von Bundeskanzlerin Angela Merkel von dem Altbundespräsidenten Christian Wulff vertreten. Gründe für diese in Deutschland unübliche Stellvertretung wurden nicht angegeben. Im gleichen Monat bereiste auch die bayrische Wirtschaftsministerin Ilse Aigner Riad und Damman mit einer Wirtschaftsdelegation aus Bayern, um die bayerischen Unternehmen bei einem Einstieg in den saudi-arabischen Markt zu unterstützen.
Anlässlich der deutschen Beteiligung am Al-Jenadriyah und für Gespräche bezüglich des Syrien-Konfliktes besuchte der deutsche Außenminister Frank-Walter Steinmeier Saudi-Arabien im Februar 2016. Der Besuch stieß in Deutschland wegen der zuvor in Saudi-Arabien stattgefundenen Massenhinrichtungen auf Kritik. Norbert Röttgen, der Vorsitzende des Auswärtigen Ausschusses im Bundestag, hatte Steinmeier zuvor aufgefordert, seine Teilnahme abzusagen.
Als die deutsche Verteidigungsministerin Ursula von der Leyen im Dezember 2016 Saudi-Arabien besuchte, wurde in den Medien insbesondere die Frage um ihre Kleidung betont. von der Leyen reiste in einem Hosenanzug ein und lehnte für sich und ihre Begleiterinnen die ihr bei Ankunft angebotene und dort für Frauen gesetzlich vorgeschriebene verhüllende Kleidung ab. Von saudi-arabischer Seite wurde dies als Ausnahme akzeptiert.
Die Bundeskanzlerin Angela Merkel besuchte im April 2017 das Königreich. Vor ihrer Ankunft wurde ebenfalls die Frage diskutiert, ob sie, wie im Land für Frauen vorgeschrieben, eine Abaya tragen müsse. Die Delegation gab bekannt, dass man den religiösen Gefühlen des Besuchslandes Respekt zollen würde, nicht jedoch in dieser Form. Merkel schloss dabei ein Abkommen zur Ausbildung saudi-arabischer Militärangehöriger durch die Bundeswehr. Des Weiteren wurde von Siemens ein Infrastrukturabkommen unterzeichnet, mit dem eine Unterstützung Saudi-Arabiens durch den Konzern bei einem Wirtschaftsprogramm festlegt wurde. Merkel kritisierte bei dem Treffen die Militärintervention im Jemen seit 2015.
Im Juni 2017 kam ein 56-jähriger Fahrradfahrer bei einem Verkehrsunfall mit einem saudi-arabischen Diplomaten in der Hermannstraße in Berlin-Neukölln ums Leben. Der 51-jährige Fahrer stand mit einem Porsche Cayenne im absoluten Halteverbot und öffnete die Fahrertüre. Dabei wurde der Fahrradfahrer von der Türe erfasst und starb später an seinen Kopfverletzungen. Das Auswärtige Amt forderte daraufhin eine Stellungnahme von Saudi-Arabien. Die Botschaft des Königreichs Saudi-Arabien in Berlin erklärte gegenüber dem Tagesspiegel: „Mit großer Bestürzung haben wir von dem tragischen Verkehrsunfall in Neukölln erfahren. Wir stehen dazu in engem Austausch mit dem Auswärtigen Amt. Im Namen der saudischen Botschaft möchten wir den Angehörigen des Verstorbenen unser tief empfundenes Beileid aussprechen“. Ein Strafverfahren konnte aufgrund der Immunität des Diplomaten nicht eingeleitet werden.
Im November 2017 bezeichnete der deutsche Außenminister Sigmar Gabriel bei einem Besuch des libanesischen Außenministers Dschibran Bassil die Außenpolitik Saudi-Arabiens im Bezug auf die Libanon-Krise als „Abenteuertum“, das nicht mehr hingenommen werden würde. Saudi-Arabien reagierte darauf, indem es seinen Botschafter aus Berlin abziehen ließ und dem deutschen Botschafter in Riad eine Protestnote zukommen ließ.

## Reaktionen auf die Auspeitschung von Raif Badawi
Im Januar 2015 wurde der saudische Internet-Aktivist Raif Badawi wegen Beleidigung des Islam mit einer öffentlichen Auspeitschung bestraft. Der deutsche Außenminister Frank-Walter Steinmeier verurteilte die Strafe als „grausam“, „falsch, ungerecht und sowieso völlig unverhältnismäßig“. Der Menschenrechtsbeauftragte der Bundesregierung Christoph Strässer forderte ein Einschreiten westlicher Regierungen und kommentierte, dass „keine Regierung, kein Parlament“ sich wegducken dürfe, „wenn ein Mensch ausgepeitscht wird, nur weil er seine Meinung sagt“. Jeder Politiker, der nach Saudi-Arabien reise, müsse laut Strässer seinen Einfluss nutzen, „um sich vor Ort für Badawi einzusetzen – und um die Politik der brutalen Repression zu verurteilen“. Amnesty International organisierte eine Demonstration vor der saudischen Botschaft in Berlin, an der unter anderem der Bundesvorsitzende der Partei Bündnis 90/Die Grünen Cem Özdemir teilnahm.
Der SPD-Politiker Martin Schulz, Präsident des Europäischen Parlaments, verglich die Maßnahme mit den Methoden der Terrormiliz Islamischer Staat. Er gab an, keinen Unterschied zwischen einem Enthauptungsvideo in einem sozialen Netzwerk und einer staatlich betriebenen Prügelstrafe, Hinrichtung oder Enthauptung, die auf einem öffentlichen Platz gezeigt werde, erkennen zu können. Saudi-Arabien müsse begreifen: „man kann nur ein glaubhafter Partner für uns sein, wenn diese mittelalterlichen, archaischen Methoden eingestellt werden“.

## Reaktionen auf die Tötung von Jamal Khashoggi
Nachdem der saudi-arabische Journalist Jamal Khashoggi 2018 im saudi-arabischen Konsulat in Istanbul getötet und dies am 22. Oktober erstmals von saudi-arabischer Seite zugegeben worden war, telefonierte die deutsche Bundeskanzlerin Angela Merkel am 25. Oktober mit dem saudi-arabischen König Salman ibn Abd al-Aziz. Wie der deutsche Regierungssprecher Steffen Seibert bekannt gab, verurteilte die Bundeskanzlerin in dem Gespräch die Tat und rief das Land dazu auf, „eine rasche, transparente und glaubhafte Aufklärung sicherzustellen“. Alle Verantwortlichen müssten „zur Rechenschaft gezogen werden“. Deutschland sei bereit, „zusammen mit internationalen Partnern angemessene Maßnahmen zu ergreifen“.
Der deutsche Bundeswirtschaftsminister Peter Altmaier unterstützte die Forderung Österreichs eines EU-weiten Waffenembargos gegen Saudi-Arabien und verkündete, dass Deutschland keine Waffen mehr an Saudi-Arabien liefern werde, bis der Vorfall aufgeklärt sei.
Am 18. November 2018 gab die Bundesregierung bekannt, zukünftige und bereits genehmigte Waffenlieferungen nach Saudi-Arabien einstellen zu wollen. Außerdem wurden Einreisesperren gegen 18 saudi-arabische Staatsbürger verhängt. Diese richten sich gegen die laut des Auswärtigen Amts 15 Beteiligten der Mordkommission und drei weitere Personen, die an der Organisation der Tat beteiligt gewesen sein sollen.